# 卡林 (密歇根州)
卡林（英語：Karlin）是位於美國密歇根州大特拉弗斯縣格蘭特鎮區的一個非建制地區。

## 歷史
卡林原名為霍里康（Horicon），由於此地的定居者大部份皆來自奧匈帝國時的卡林，於是便改為現稱。霍里康的郵政局於1897年成立，首任局長名為愛德華·威爾遜（Edward Wilson）。馬尼斯蒂及東北鐵路（Manistee and North-Eastern Railroad）於1890年延伸至內森城附近並於此地設站，該站於1934年拆卸。

## 地理
卡林所處的海拔為高於海平面272米（即892英呎），而該地所採用的時區為UTC-5，即北美东部時區（EST）。同時該地設有夏令時間，為UTC-5調快一小時，即UTC-4（EDT）。